# Адамс, Стивен (футболист)
Сти́вен А́дамс (англ. Stephen Adams; род. 28 сентября 1989 или 28 сентября 1984, Кумаси[…]) — ганский футболист, вратарь. Выступал в сборной Ганы.

## Клубная карьера
Адамс начал играть в футбол в 1998 году в составе клуба «Грейт Амбассадорс». В 2004 или 2005 он переехал в «Реал Спортив», а в 2007—2009 играл за «Хартс оф Оук». Но после того, как он переехал в 2009 году в «Адуана Старз», он совершил настоящий прорыв. Его сильная игра привела к тому, что он со своим клубом в 2010 году выиграл чемпионат Ганы. Команда пропустила всего 10 голов в 30 играх. Адамс был признан лучшим вратарём сезона.

## Карьера в сборной
Перед чемпионатом мира-2010 Адамс был включён в предварительный состав сборной Ганы. В конечном счете, однако, поехали Дэниел Аджей и Стивен Ахорлу, которые были резервистами Ричарда Кингсона в ЮАР. На чемпионате африканских наций в 2011 году Адамс был в ганской команде. Команда завершила участие в групповом этапе после трёх поражений.
В 2014 Адамс снова участвовал с Ганой в Чемпионате Африканских Наций и показал очень хорошие результаты. Гана достигла второго места. В этом турнире ни одна команда не сумела забить Адамсу с игры, он лишь один раз пропустил с пенальти.
В июне 2014 тренер сборной Ганы Джеймс Квеси Аппиа включил Адамса в окончательную заявку сборной на чемпионат мира по футболу 2014.